# Luis Pizaño
Luis Pizaño fue un capitán general de artillería de Carlos V e ingeniero militar español del siglo XVI

## Encabezado
Capitán e ingeniero militar español del siglo XVI.
Según el General Sojo, "fue el mejor artillero de los Ejércitos Imperiales desde 1536 hasta 1550". Formado en el ejército español en Italia del Gran Capitán, ejercía el cargo de Capitán General de la Artillería del Milanesado cuando fue llamado por el emperador Carlos V para trabajar en las fortificaciones de la península por su habilidad como ingeniero, especialidad en la que demostró gran afición.
En 1542 mejoró las fortificaciones de Pamplona, y en los años siguientes las de San Sebastián, Fuenterrabía, Ampurias, Rosas y Perpiñán. Muere en Laredo el 5 de octubre de 1550. Intervino con Juan Zambrano en 1535 en la campaña de la toma de fortificación de La Goleta (Túnez). Su origen está en Pastrana (Guadalajara) La Alcarria